# Malo Gradište
Malo Gradište (en serbe cyrillique : Мало Градиште) est un village de Serbie situé dans la municipalité de Malo Crniće, district de Braničevo. Au recensement de 2011, il comptait 272 habitants.

## Démographie

### Évolution historique de la population
| 1948 | 1953 | 1961 | 1971 | 1981 | 1991 | 2002 | 2011 |
| ---- | ---- | ---- | ---- | ---- | ---- | ---- | ---- |
| 701  | 716  | 717  | 737  | 703  | 647  | 377  | 272  |

|  |